# 日本万歩クラブ
一般財団法人日本万歩クラブ（にほんまんぽクラブ）は、「1日1万歩」歩く運動を普及することにより、国民の体位体力の維持向上と成人病防止活動を行っているレクリエーション団体。旧文部科学省スポーツ青少年局スポーツ振興課所管の財団法人。

## 沿革
- 1965年4月 - 日本万歩クラブとして発足
- 1965年9月 - 財団法人化（文部省所管）
- 2012年4月 - 一般財団法人化

## 主な事業
- ウォーキング例会の開催
- 正しい歩き方及びウォーキングコースの調査
- 1日1万歩運動に関する出版物の刊行、講習会の開催

## ウォーキング例会のレベル
日本万歩クラブのホームページより
初級
ほぼ平坦な3時間程度の歩きで、初めての方でも安心して参加できる。
一般
初級より歩く時間も長く、坂道あり。4時間程度の歩き。
一の上
山歩きが主でアップダウンも多く、軽登山靴を着用する。
中級
中級以上の資格があり、5時間程度の歩きに、急上り下り、岩場ガレ場などもある。
上級
上級の資格があり、中級以上の例会に何回か参加し、十分な体力と経験が必要となる。